# Trofeos neandertales de cueva Des-cubierta
Los trofeos neandertales de la cueva Des-cubierta se refiere al trascendental hallazgo en este yacimiento musteriense ubicado en Pinilla del Valle, Madrid de una serie de cráneos de grandes herbívoros obviamente modificados por neandertales para un uso simbólico continuado, confirmando que la especie poseía habilidades artísticas y pensamiento simbólico equivalentes a los de Homo sapiens, un tema de intenso debate entre los especialistas, a favor y en contra, durante las décadas anteriores. Las conclusiones de catorce años de investigación fueron publicados en un artículo en la prestigiosa revista Nature Human Behaviour, el 26 de enero de 2023. 

## Descripción
En el yacimiento, datado en hace 40 000 años (aprox. 38 000 a. C.) descubierto en 2009 en el conocido como Valle de los neandertales debido a los abundantes hallazgos de industria lítica y huesos de los animales cazados, pertenecientes a los que allí habitaron, los cuales se venían estudiando desde 2002, se encontraron en el nivel 3 de la llamada cueva Des-cubierta, una larga galería cuyo techo se derrumbó, de ahí el nombre, los cráneos de 37 herbívoros: bisontes de las estepas (Bison priscus), uros (Bos primigenius), ciervos (Cervus elaphus) y dos rinocerontes de las estepas (Stephanorhinus hemitoechus), varios de ellos con pequeños fuegos delante. Los cráneos eran todos de machos y se les había extraído la mandíbula y el maxilar superior, dejando solo la parte superior con los cuernos o astas. Habían sido procesados en el refugio cercano, donde había artefactos líticos típicos musterienses, incluidos yunques y percutores con los que habían sido fracturados los cráneos. Otro dato destacable es que se pudo constatar que la actividad y mantenimiento de las piezas se mantuvo durante generaciones, por muchas décadas o hasta siglos, indicando que el concepto de tradición cultural mantenida por largos periodos de generación en generación, ya existía al menos desde finales del Paleolítico Medio.